# Pseudocrepidophorus flavescens
Pseudocrepidophorus flavescens is een keversoort uit de familie kniptorren (Elateridae). De wetenschappelijke naam van de soort is voor het eerst geldig gepubliceerd in 1818 door Eschscholtz.